# شهرستان لاته
شهرستان لاته (به انگلیسی: Latah County) یک شهرستان‌های آیداهو در ایالات متحده آمریکا است که در آیداهو واقع شده‌است. شهرستان لاته ۲٬۷۸۹٫۴۳ کیلومتر مربع مساحت دارد.